# Дамский журнал (1823—1833)
«Дамский журнал» — литературно-художественное периодическое издание, выпускавшееся писателем и журналистом Петром Шаликовым на базе типографии Московского университета. Журнал выходил с 1823 года два раза в неделю, с 1829 года — еженедельно.
С изданием сотрудничали поэты Василий Пушкин, Пётр Вяземский, Дмитрий Хвостов, поэтесса Мария Лисицина, драматург Александр Писарев. Членами редколлегии были писатель Михаил Макаров и цензор Иван Снегирёв.
Стоимость годовой подписки варьировалась в диапазоне от 35 до 40 рублей.
Последний выпуск увидел свет в 1833 году.

## Тематическая направленность

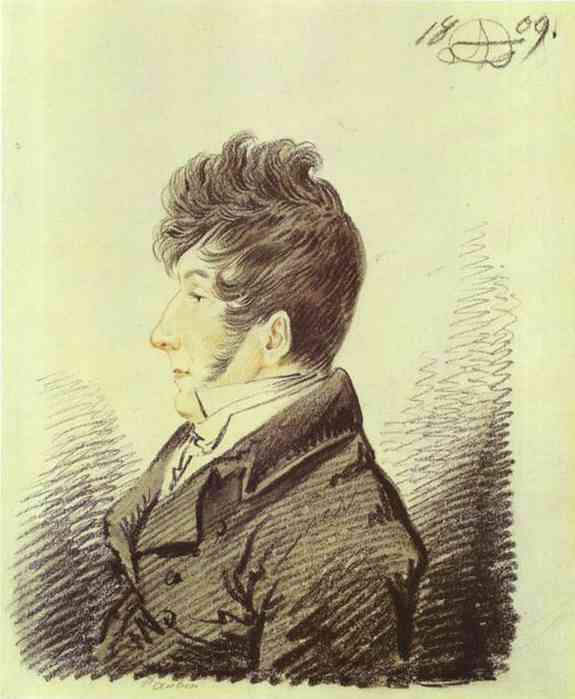
Издатель Пётр Шаликов

Приступая к изданию «Дамского журнала», князь Шаликов обещал публиковать на его страницах новые произведения всех жанров и «другие почему-нибудь достопримечательные известия». По его задумке, журнал должен был заменить читательницам выписывавшиеся из-за рубежа европейские женские издания.
Избегать противоречий мужу. Ни во что не вмешиваться, кроме домашних дел. Никогда ничего не требовать и казаться довольною малым. Жена может быть умнее мужа, но ей должно принимать вид, будто этого не знает. Тщательно избирать приятельниц, иметь их мало.
В журнале печатались повести и романы, по большей части сентиментальные (переводы повестей Ренневиль, Жанлис, Бульи и других); много внимания уделялось светским новостям и модным обзорам. Обязательным элементом содержания были баллады, мадригалы, басни, акростихи, шарады. Почти в каждом номере публиковались тексты песен с нотами. Раздел «Романтический словарь» давал оригинальные определения людям и предметам: «Корсет. Тиски прелестей, изящная воронка прекрасной тальи. Шляпа. Кровля человеческого здания».
«Дамский журнал» одним из первых в России начал размещать на своих страницах цветные иллюстрации — в основном это были литографированные рисунки «парижской моды».

## Критика и полемика
Современники с определённой долей скептицизма относились к издательскому проекту князя Шаликова. Так, Виссарион Белинский, критикуя исторический роман «Хмельницкие, или Присоединение Малороссии», небрежно заметил: «Подумаешь, что читаешь тираду из „Дамского журнала“».
Издатели «Полярной звезды» Кондратий Рылеев и Александр Бестужев называли «Дамский журнал» «нарумяненным». Редактор «Московского телеграфа» Николай Полевой отмечал в одной из статей, что «высокая учёность не удел „Дамского журнала“ <…> Каково только думают о публике, если почитают самым завлекательным украшением журналов парижские юбки и чепчики».
Достаточно тёплые отношения, сложившиеся у издателя с Александром Сергеевичем Пушкиным, не помешали поэту написать ироничную эпиграмму «Князь Шаликов, газетчик наш печальный». При этом в одном из писем Александр Сергеевич отзывался о князе как о человеке, достойном уважения.
Для полемики с критиками была создана рубрика «Антижурналистика» — её вели в основном Пётр Шаликов и Михаил Макаров. Кроме того, в 1824 году издание предоставило свои страницы отлучённому почти от всех журналов Петру Вяземскому, который после выхода в свет пушкинского «Бахчисарайского фонтана» вступил в литературную полемику с поэтом Михаилом Дмитриевым. Начало дискуссии положил в «Вестнике Европы» Дмитриев; ответом Вяземского стали опубликованные в «Дамском журнале» статьи «О литературных мистификациях», «Разбор „Второго разговора“, напечатанного в № 5 „Вестника Европы“» и «Моё последнее слово» — в них перечислялись «погрешности» оппонента, а сам он был назван «прозаическим поэтом и неискусным прозаиком».

## Отношения с властью
Через полгода после выхода первого номера министр народного просвещения Российской империи князь Александр Голицын выразил недовольство из-за печатавшихся на страницах журнала анекдотов и «дамских неглиже с кружевами». Не понравилось министру и то, что в «Дамском журнале» «целью настоящей жизни и счастия поставляют чувственные наслаждения», о чём он оповестил попечителя московского учебного округа.
В результате князю Шаликову всё-таки было разрешено вести в своём журнале модные рубрики, но при этом рекомендовано «избегать предосудительно эпикуреизма». Издатель принёс извинения и пообещал, что «он того всячески остерегаться будет».

## Сотрудники, авторы
Издателем был Пётр Иванович Шаликов. 
Среди авторов: Крюкова, Ольга Петровна, Караулова, Варвара Александровна, Нилова, Елизавета Корнильевна, Лисицина, Мария, Поспелова, Мария Алексеевна, Теплова, Надежда Сергеевна, Победоносцева, Варвара Петровна Пучкова, Екатерина Наумовна, Шаликова, Александра Ивановна, Щербатова, Екатерина Владимировна, Бистром, Александр, Глухарёв, Иван Никитич,   Кулжинский, Иван Григорьевич, Леопольдов, Андрей Филиппович,  Макаров, Михаил Николаевич, 
В 1828 году дебютировал в «Дамском журнале» Грановский, Тимофей Николаевич.

## Закрытие журнала
В ноябрьском номере за 1833 год было написано: «„Дамский журнал“ прекращается». Князь Шаликов намеревался в будущем возобновить выпуск своего издания, но его планы не осуществились.